# Eliezer Mellul
Eliezer Mellul, comédien et metteur en scène, est né à Casablanca en 1951.

## Biographie
Quittant le Maroc en 1965, sa famille s'installe à Paris. Jeune homme, il s'essaye à l'art lyrique, puis poursuit ses études au Cours Simon, rencontre Jean Chevrier, joue très rapidement et se lie d'amitié avec de grands acteurs, Jacques Mauclair, Emmanuel Dechartre, Mary Marquet ou Maria Meriko ainsi que Bérengère Dautun ou Jean Desailly, Simone Valère et Anne Delbée. Il interprétera le répertoire classique et contemporain dans les plus grandes salles parisiennes (Théâtre Marigny, Théâtre de la Madeleine, Bouffes-Parisiens etc) et créera l'unique pièce d'Elie Wiesel avant de rejoindre (comme comédien - parfois sous le nom d'Eliezer Olivier depuis sa conversion au catholicisme - et occasionnellement metteur en scène) le Théâtre du Nord-Ouest

## Théâtre
Jusqu'en 2014 :
- Le Cid, de Corneille, mise en scène de Jean-Luc Jeener, au Festival Le Mois Molière de Versailles et au Théâtre du Nord-Ouest.
- La Voix humaine, de Cocteau, mise en scène de Bernard Sinclair, au Théâtre du Nord-Ouest.
- Les Confessions du Diable, de Stéphanie Le Bail, au Théâtre du Nord-Ouest.
- Le Sultan, mise en lecture de la pièce d'Adrien de Févin, au Théâtre du Nord-Ouest.
- La Mort de Néron, de Félicien Marceau, au Théâtre du Nord-Ouest.
- La Pièce et L'Ancien testament, mise en lecture de deux courtes pièces d'Adrien de Févin, au Théâtre du Nord-Ouest.
- La Folle de Chaillot, de Jean Giraudoux, mise en scène de Jean-Luc Jeener, avec la participation de la Fondation Giraudoux, au Festival Le Mois Molière de Versailles et au Théâtre du Nord-Ouest.
- Nathan le Sage, de Lessing, mise en scène de Jean-Luc Jeener, au Théâtre du Nord-Ouest.
- L'Autre joug, mise en lecture du roman de Christian Morel de Sarcus (sélection Têtu), avec Boris Ibanez et Antoinette Guédy.
- Un Chapeau de paille d'Italie d'Eugène Labiche, mise en scène de Jean-Luc Jeener, au Théâtre du Nord-Ouest et au Festival Le Mois Molière de Versailles.
- Le Lien, d'August Strindberg, mise en scène de Vincent Gauthier, Théâtre du Nord-Ouest.
- Parloir, création de Christian Morel de Sarcus, avec Muriel Adam, Constantin Balsan et Simon Coutret, au Théâtre du Nord-Ouest.
- De Profundis, d'Oscar Wilde, mise en lecture de et avec Christian Morel de Sarcus au T.N.O. (représentation unique)
- Dom Juan, de Molière, mise en scène de Cyril Legrix, Théâtre du Nord-Ouest (spectacle repris au Théâtre Mouffetard)
- Judas, d'après Paul Claudel à l'Espace Georges-Bernanos.
- J'accuse, d'après la vie d'Émile Zola avec et mis en scène par Bérengère Dautun au T.N.O. et au Théâtre de Saint-Maur.
- L'Idiot, d'après Dostoïevski, mise en scène de Jacques Mauclair et Gérard Caillaud, au Théâtre de la Madeleine.
- Le Procès de Shamgorod, d'Elie Wiesel - Création mondiale.
- Les Rôdeurs et les villes, de Pascal Tedes, au Théâtre de la Bastille
- Hamlet, de Shakespeare, mise en scène de Jean-Luc Jeener, Théâtre du Nord-Ouest
- La Ville, de Claudel, dont il assure la mise en scène au Théâtre du Nord-Ouest
- 1986 : L'Idiot d'après Dostoïevski, mise en scène de Jacques Mauclair, Théâtre Mouffetard
- 1987 : L'Idiot d'après Dostoïevski, mise en scène Jacques Mauclair, Théâtre des Mathurins
- 1988 : Le Prince de Hombourg de Kleist, mise en scène de Jacques Mauclair, Théâtre Mouffetard

## Filmographie
- 1973 : Les Confidences érotiques d'un lit trop accueillant, de Michel Lemoine: l'ami de Philippe
- 1978 : Au théâtre ce soir : Oï  Peppina ! de Jean Canolle, mise en scène d'André Nader, réalisation de Pierre Sabbagh, au Théâtre Marigny.
- 1979 : La Bourgeoise et le loubard, de Jean-Louis Daniel
- 1979 : Et la tendresse ? Bordel !, de Patrick Schulmann
- 1981 : Au théâtre ce soir : Le Pique-assiette de Tourgueniev, mise en scène de Jacques Mauclair, réalisation de Pierre Sabbagh, au Théâtre Marigny.
- 1981 : Les fiançailles de feu, téléfilm de Pierre Bureau : Mouchavoine
- 2013 : Bien profond dans ton âme, de Jean Adrien Espiasse

## Source
- interview d'Eliezer Mellul